# Sebastian Junk
Sebastian Junk (* 29. November 1983 in Trier) ist ein deutscher Judoka-Behindertensportler. Er nimmt seit 2000 an den Paralympischen Spielen teil.

## Leben
Sebastian Junk ist von Geburt an stark sehbehindert und hat eine Sehkraft von unter 10 Prozent. Er besuchte die Sehbehindertenschule in Neuwied, später Marburg. Anschließend studierte er Sozialpädagogik und Soziale Arbeit an der Universität Mannheim. Den Studiengang schloss er 2015 mit einem Master ab. Er arbeitet derzeit als Sozialpädagoge in einer Jugendfreizeiteinrichtung der Bürgerinitiative Ludwigshafen und im Sportinternat am Olympiastützpunkt Heidelberg.
Mit zehn Jahren entdeckte er im Rahmen einer AG den Judosport für sich und begann im Judo Club Neuwied zu trainieren. Er tritt heute für den 1. Mannheimer JC an und ist Träger des 5. Dans. Mit 15 Jahren nahm er an der Europameisterschaft im Judo teil. Ein Jahr später nahm er das erste Mal an den Paralympischen Spielen teil. In Sydney 2000 belegte er den 7. Platz im Einzel. Vier Jahre später, bei den Sommer-Paralympics 2004 in Athen, gewann er eine Bronzemedaille im Halbmittelgewicht (bis 81 kg). Im selben Jahr wurde er mit dem 2. Platz als Landessportler des Jahres (Rheinland-Pfalz) ausgezeichnet.
Für den Gewinn der Bronzemedaille bei den Paralympischen Spielen 2004 erhielt er am 16. März 2005 das Silberne Lorbeerblatt.
2006 wurde er Internationaler Deutscher Meister. 2008 trat er für die Nationalmannschaft der Blinden und Sehgeschädigten sowie in der Bundesliga an. Für die Paralympischen Sommerspiele 2008 konnte er sich nach längerer Verletzungspause erneut qualifizieren, erreichte jedoch nur einen 7. Platz im Einzel (–90 kg). 2010 erhielt er bei den Weltmeisterschaften der blinden und sehgeschädigten Judoka in der Türkei den Fair-Play-Pokal, während sein Vereinskamerad Matthias Krieger Weltmeister wurde. 2011 erreichte er bei den Europameisterschaften den 3. Platz im Einzel (–73 kg).
2012 erreichte er problemlos die Qualifikation für die Paralympischen Spiele in London. Während der Vorbereitungszeit zog er sich jedoch einen Kreuzbandriss zu. Trotz der Verletzung trat er, in Absprache mit seinen Ärzten, an, verletzte sich aber im ersten Kampf gegen den Türken Halil Ibrahim Onel erneut am Knie und schied aus dem Wettbewerb aus.
2015 erreichte er bei der Weltmeisterschaft den 9. Platz. Für die Paralympischen Spiele in Rio konnte er sich erneut qualifizieren. Er tritt in der Gewichtsklasse bis 81 kg an. Es ist seine fünfte Teilnahme an den Spielen.

## Erfolge
Paralympische Spiele:
- 2000: 7. Platz: Einzel
- 2004: 3. Platz: Einzel (bis 81 kg)
- 2008: 7. Platz: Einzel (bis 90 kg)
- 2012: Teilnahme (bis 73 kg)

Weltmeisterschaften
- 2010: Fair-Play-Pokal
- 2015: 9. Platz: Einzel

Europameisterschaften
- 2007: 3. Platz: Mannschaft, 9. Platz: Einzel (bis 81 kg)
- 2011: 3. Platz: Einzel (bis 73 kg)
- 2015: 7. Platz: Einzel (bis 73 kg)

Landessportler des Jahres (Rheinland-Pfalz)
- 2004: 2. Platz Männer